# Нікорник
Ніко́рник (Apalis) — рід горобцеподібних птахів родини тамікових (Cisticolidae). Представники цього роду мешкають в Африці на південь від Сахари

## Опис
Нікорники — дрібні птахи з відносно довгими хвостами і тонкими дзьобами, пристосованими до полювання на комах. Середня довжина тіла представників роду становить 11-14 см, середня вага — 6-15 г. Верхня частина тіла нікорників зазвичай коричнева, сіра або зелена, а у деяких видів нижня частина тіла є яскравою. Самці і самиці часто є подібними, однак у деяких видів самці, на відміну від самиць мають яскраве забарвлення.
Нікорники живуть в лісах і чагарникових заростях.

## Таксономія і систематика
Рід був введений британським орнітологом Вільямом Джоном Свенсоном в 1833 році. Типовим видом є нікорник смуговолий (Apalis thoracica). Раніше рід Нікорник відносили до родини кропив'янкових (Sylviidae), однак нині його, разом з низкою інших родів відносять до родини тамікових (Cisticolidae).
За резульатами молекулярно-генетичного дослідження кілька видів, яких раніше відносили до роду Нікорник буди переведикі до родів Африканський кравчик (Artisornis) та Oreolais.

### Види
Виділяють двадцять п'ять видів:
- Нікорник смуговолий, Apalis thoracica
- Нікорник жовтогорлий, Apalis flavigularis
- Нікорник таїтянський, Apalis fuscigularis
- Нікорник нумалійський, Apalis lynesi
- Нікорник білобровий, Apalis ruddi
- Apalis flavocincta[9]
- Нікорник жовтоволий, Apalis flavida
- Нікорник вусатий, Apalis binotata
- Нікорник чорнощокий, Apalis personata
- Нікорник біловусий, Apalis jacksoni
- Нікорник білокрилий, Apalis chariessa
- Нікорник сьєрра-леонський, Apalis nigriceps
- Нікорник чорноголовий, Apalis melanocephala
- Нікорник попелястий, Apalis chirindensis
- Нікорник рудогорлий, Apalis porphyrolaema
- Нікорник кабобський, Apalis kaboboensis
- Нікорник гірський, Apalis chapini
- Нікорник чорний, Apalis sharpii
- Нікорник білочеревий, Apalis rufogularis
- Нікорник сріблистий, Apalis argentea
- Нікорник угандійський, Apalis karamojae[10]
- Нікорник камерунський, Apalis bamendae
- Нікорник заїрський, Apalis goslingi
- Нікорник сірий, Apalis cinerea
- Нікорник буроголовий, Apalis alticola

## Етимологія
Наукова назва роду Apalis походить від слова дав.-гр. ἁπαλος — м'який, ніжний.